# Phanoperla huang
Phanoperla huang és una espècie d'insecte plecòpter pertanyent a la família dels pèrlids.

## Descripció
- Els adults tenen els ocels grossos i molt junts. A més, tenen el cap de color marró groguenc amb marques fosques darrere dels ocels.
- Les ales anteriors dels mascles fan 9 mm de llargària i les femelles 11.[4]

## Reproducció
Els ous són ovals i fan 344 micròmetres de llargada i 218 d'amplada.

## Distribució geogràfica
Es troba a Àsia: Tailàndia.